# Челара (Козенца)
Челара (итал. Cellara) је насеље у Италији у округу Козенца, региону Калабрија.
Према процени из 2011. у насељу је живело 371 становника. Насеље се налази на надморској висини од 762 м.

## Становништво
Према резултатима пописа становништва 2011. у општини је живело 511 становника.
| 1936. | 1951. | 1961. | 1971. | 1981. | 1991. | 2001. | 2011. |
| ----- | ----- | ----- | ----- | ----- | ----- | ----- | ----- |
| 885   | 958   | 726   | 583   | 520   | 551   | 526   | 511   |